# Pískové dráhy ve Slezsku

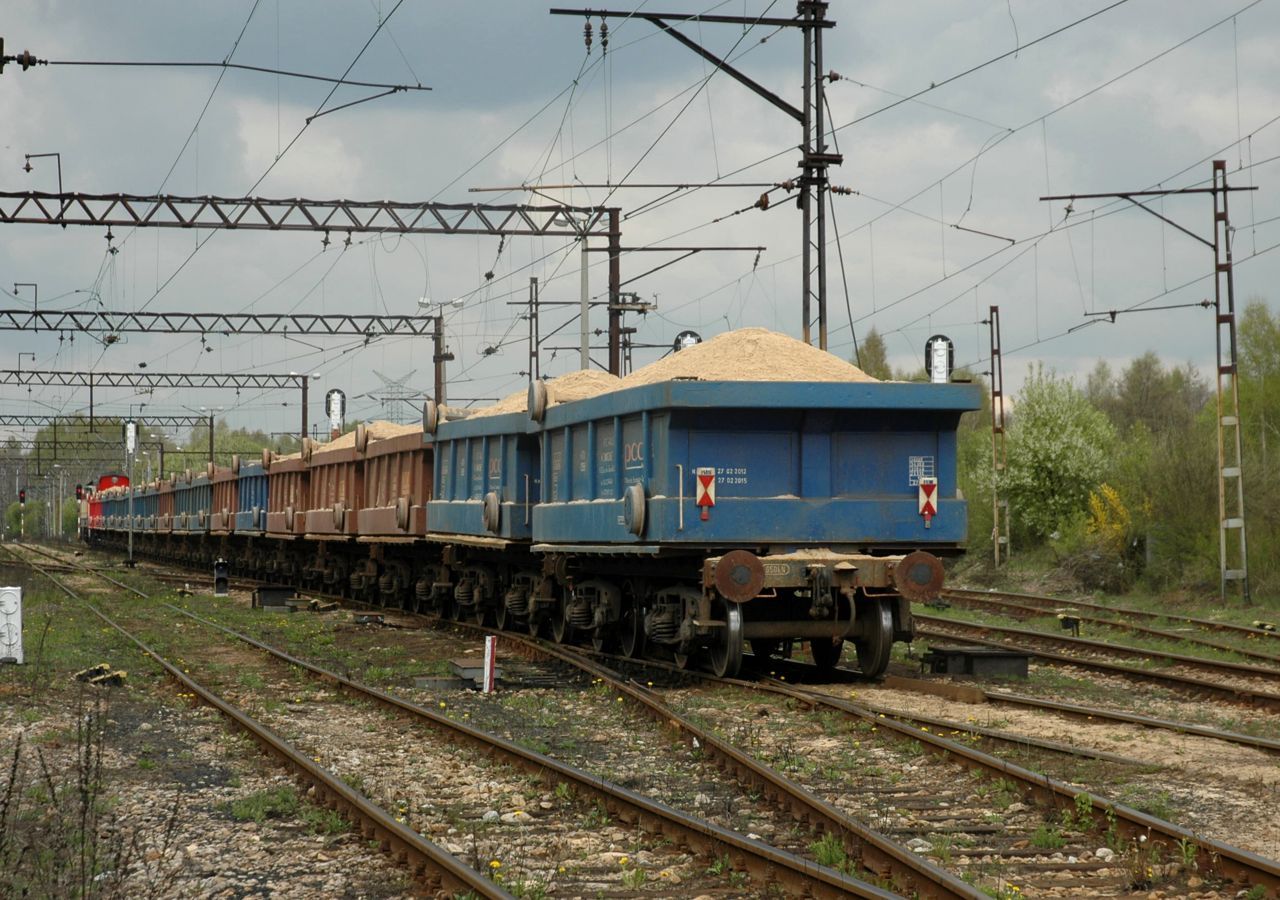
Pískový vlak ve stanici Szczakowa Północ

Pískové dráhy ve Slezsku tvoří železniční síť, která vznikla především pro železniční dopravu písku z pískových polí do černouhelných dolů v Horním Slezsku.

## Historie
Síť začala vznikat v 50. letech 20. století s využitím již existujících, ale i nově budovaných průmyslových tratí v oblasti od Rybnika přes katowickou aglomeraci až k Jaworznu. Síť byla budována jako zcela nezávislá na infrastruktuře státních drah Polskie Koleje Państwowe, byly na ní provozovány vlastní lokomotivy i vlastní železniční vozy.
V té době celá síť pískových drah patřila pod státní firmu Przedsiębiorstwo Materiałów Podsadzkowych Przemysłu Węglowego (PMP PW), která se dále dělila na jednotlivé pískovny (kopalnie piasku), které kromě těžby písku zajišťovaly i jeho železniční dopravu.
Významná část této sítě byla elektrizována napájecí soustavou 3 kV DC.
V roce 1989 se celá síť skládala z 650 km železničních tratí, na kterých se nacházelo 37 stanic a 80 dalších traťových stanovišť.

## Současnost
V roce 1990 byly jednotlivé pískovny (Kotlarnia, Maczki Bór, Szczakowa, Kuźnica Warężyńska) nejdříve osamostatněny a poté se postupně dostaly do soukromých rukou. Z někdejších těžebních firem se tyto společnosti nyní zabývají většinou zejména železniční dopravou, na základě polské legislativy však musela být železniční infrastruktura vyčleněna do samostatných společností.
V souvislosti s útlumem těžby černého uhlí i písku dochází k postupnému snižování rozsahu této sítě, k zjednokolejňování dvoukolejných úseků. Zároveň probíhá postupná deelektrizace sítě, takže v současnosti (rok 2007) už zbývá pouze několik kilometrů elektrizovaných pískových drah u jediného provozovatele dráhy - firmy PCC Śląskie Linie Kolejowe.